# 李明洋
李明洋（1970年—），台灣男歌手，出生於高雄，早期以文揚、汶揚藝名出道，太太夏欣是演員。1987年參加華視「歡唱奪標」歌唱節目獲秋季總冠軍及最佳音色、最佳技巧等大獎。1991年出道於岱倫唱片公司，發行首張國語專輯《為什麼思念總在分手後》，獲得好評也得到中國西南十二省電視流行歌曲排行榜總冠軍，受邀為中國電視節台灣區代言人，在中國舉辦過多場大型演唱會。
後因同門的師兄謝雷說其聲似費玉清，建議轉型為台語歌壇的費玉清。而在1992年發行首張台語專輯「成功的期待」，續於1994年發行台語專輯「抒情一九九四」，特愛其中「有你的城市」這曲，也因此而走紅於華語歌壇。
李早期和潘美辰開設「樂之殿」音樂教室，學習創作與教歌，成為選秀節目的評審與唱片製作。也因王識賢建議去演戲，受了高欣欣指導參與「親戚不計較」演出。在岱倫唱片公司後，也先後在神采、天喜、音網、華特、美華、禧多、豪記等唱片公司發行多張專輯。

## 外部連結
- 李明洋的Instagram帳戶